# Fiesta del Cocido de Lalín
La Fiesta del Cocido de Lalín es una fiesta gastronómica gallega que se celebra cada año el domingo antes del Entroido. La fiesta, impulsada por Luis González Taboada (1918-2009), alcalde de Lalín entre 1957 y 1979, surgió en 1968 como iniciativa de difusión y comercialización de los productos típicos de la comarca del Deza llevada a cabo por sus seis ayuntamientos (Lalín, Silleda, Villa de Cruces, Rodeiro, Golada y Dozón).

## Historia
La primera fiesta se celebró en 1969, siendo una de las primeras entre las fiestas gastronómicas celebradas en la geografía gallega. Durante su trayectoria se convirtió en una fecha singular en el calendario festivo y gastronómico gallego, acercándose a Lalín miles de personas durante su celebración para probar este plato tradicional.
En 1999 la Fiesta del Cocido fue declarada cómo Fiesta de interés turístico de Galicia por parte de la Junta de Galicia y se ve corroborada año tras año por la masiva afluencia de público en el día grande de la feria. En 2010 fue reconocida como Fiesta de Interés Turístico Nacional.
En 2020 se convirtió en Fiesta de Interés Turístico Internacional, que supone el máximo reconocimiento que se puede alcanzar. Se trata de la primera fiesta gastronómica en obtener este título en todo el Estado.

## Carteles del cocido
Los primeros carteles del cocido fueron firmados por imprentas. No sería hasta 1975 cuando se empiezan a hacer los carteles firmados por artistas, siendo el pintor lalinense Laxeiro el primero de ellos. A él, le siguieron otros artistas como Sucasas, Virxilio, Paío, Fuertes, Alicia Alonso, Santiago Valdés, entre otros muchos.
En el 50 aniversario de La Feira do Cocido se escogió un cuadro de Laxeiro perteneciente a su etapa informalista de la colección permanente de la fundación que lleva su nombre en Vigo, para la realización del cartel.

## Actividades
Desde el ayuntamiento se llevan a cabo múltiples iniciativas que tienen como fin la popularización de su plato más insigne y la promoción del municipio. Cabe destacar entre estas la celebración del Mes del cocido de Lalín, actuaciones artísticas y musicales, celebración de la matanza del cerdo, además de la realización de la tradicional feria.
La lectura del Pregón es un momento destacado de la fiesta, protagonizado en muchos casos por destacadas personalidades de la cultura: Álvaro Cunqueiro (1969), José Filgueira Valverde (1971 y 1988), Celso Emilio Ferreiro (1978), Hipólito de Sá Bravo (1981), Xesús Alonso Montero (1992), Eduardo Punset (2014), Víctor Fernández Freixanes (2018).